# اللعبة العظيمة (شرلوك)
"اللعبة العظيمة" أو اللعبة الكبرى (بالإنجليزية: The Great Game)‏ هي الحلقة الثالثة والأخيرة من السلسلة الأولى من المسلسل التلفزيوني شيرلوك. بُثَّ لأول مرة على بي بي سي الأولى وبي بي سي إتش دي في 8 أغسطس 2010. كتبه مارك جاتس وأخرجه بول ماكجيجان.
تتابع الحلقة شيرلوك هولمز (بنديكت كومبرباتش) وجون واتسون (مارتن فريمان) وهم يتسابقون لحل سلسلة من القضايا التي تبدو غير ذات صلة والتي قدمها مفجر غامض. إذا فشلوا في حل القضية في الوقت الذي حدده المُفجر، فسوف يقتل الرهينة التي يحتجزها. بعد أربع حالات من هذا القبيل، تنتهي الحلقة في مواجهة بين شيرلوك هولمز والمفجر، والذي اتضح أنه جيمس موريارتي "المجرم الاستشاري" والمضاد الرئيسي لشيرلوك لبقية المسلسل. تُركت المواجهة بمثابة نهاية تشويقية حتى الموسم الثاني. تتميز الحلقة بالعديد من الإشارات مثل سابقاتها إلى أعمال آرثر كونان دويل.
كان الاستقبال النقدي لـ "اللعبة العظيمة" إيجابيًا للغاية، حيث أُشيد بحبكتها المعقدة والمثيرة للاهتمام، وتصويرها غير العادي والأصلي لموريارتي.

## الحبكة
يشعر شيرلوك هولمز بالملل دون تحفيز القضايا. يحث مايكروفت هولمز شيرلوك على التحقيق في وفاة كاتب جهاز المخابرات السرية أندرو ويست واختفاء محرك أقراص (فلاش) يحتوي على خطط صاروخية. يرفض شيرلوك ويُستَدعَى إلى سكوتلاند يارد حيث يتلقى هاتفًا محمولًا مطابقًا لهاتف الضحية من "دراسة في اللون الوردي". يُظهر الهاتف غرفة مهجورة، والتي تعرف عليها شيرلوك على أنها الشقة 221c الشاغرة منذ فترة طويلة بجوار شقته. يوجد داخل الغرفة زوج من حذاء رياضي، ورهينة تنادي: إذا لم تتمكن شيرلوك من حل اللغز خلال اثنتي عشرة ساعة، فسوف تقتلها قنبلة. يتتبع شيرلوك المدربين حتى وصل إلى كارل باورز، وهو تلميذ ورد أنه غرق في حمام السباحة. بعد إثبات أن الصبي قد تسمم بسم البوتولينوم (ذيفان السجقية) عن طريق دواء الأكزيما، أعلن شيرلوك الحل للمفجر، وأُطلِق سراح الرهينة.
وتظهر رسالة وسائط متعددة أخرى سيارة رياضية ملطخة بالدماء؛ هاتف رهينة آخر يقول إن أمام شيرلوك ثماني ساعات لحل هذا اللغز. بعد العثور على السيارة بدون سائقها، أجرى شيرلوك مقابلة مع زوجة الرجل المفقود ومدير تأجير السيارات، الذي استنتج أنه كان مؤخرًا في كولومبيا. بعد أن علم شيرلوك بتجميد الدم الموجود في السيارة، أعلن أن الرجل المفقود دفع لمالك الوكالة لمساعدته على الاختفاء، وتُحرَّر الرهينة. رسالة ثالثة ورهينة تشيران إلى وفاة شيرلوك كوني برينس، الذي يُزعم أنه مات بسبب الكزاز. يدحض "شيرلوك" سبب الوفاة، ويجري واتسون مقابلة مع كيني شقيق برينس؛ يلقي شيرلوك الجريمة على مدبرة المنزل راؤول دي سانتوس - عشيق كيني - التي قتلت كوني عن طريق زيادة حقن البوتوكس. على الرغم من حل شيرلوك للغز، يُقتل الرهينة لأنه وصف الخاطف.
الرسالة الرابعة هي صورة لنهر التايمز، ولا توجد مكالمات للرهائن؛ اكتشف شيرلوك والشرطة جثة حارس الأمن أليكس وودبريدج على ضفة النهر. يدعي شيرلوك أن وودبريدج تعرض للخنق على يد قاتل يُدعى "الغولم" باستخدام يديه العاريتين. بعد تتبع اهتمام وودبريدج بعلم الفلك، استنتج شيرلوك أن الحارس اكتشف لوحة مزورة ليوهانس فيرمير على وشك أن تُعرض. بينما يفحص شيرلوك اللوحة، ينادي طفل رهينة: أمام شيرلوك عشر ثوانٍ لإثبات التزوير. لقد اكتشف مستعرًا أعظم في اللوحة والذي يرجع تاريخه إلى ما بعد فيرمير، وبالتالي أوقف القنبلة. تعترف أمينة المتحف بالتزوير وتكشف عن شريكها: رجل يُدعى "موريارتي".
يحقق واتسون في وفاة ويست ويكتشفها شيرلوك باعتبارها اللغز الخامس. إنهم يتعقبون جو هاريسون، صهر ويست المحتمل، الذي يعترف بسرقة محرك الأقراص المحمول وقتل ويست عن طريق الخطأ في مشاجرة؛ غير قادر على بيعه، يحتفظ هاريسون بالقيادة. بدلاً من إغراء موريارتي بالعبوة، يصل واتسون باعتباره الرهينة الخامسة مرتديًا سترة ناسفة. يظهر موريارتي ويغادر بعد تفاعل قصير مع شيرلوك وواتسون. ومع ذلك، عندما يخلع شيرلوك سترة واتسون، يعود موريارتي (بعد أن غير رأيه) مع العديد من القناصين الذين يستهدفون شيرلوك وواتسون. ثم صوب شيرلوك مسدسه نحو السترة الناسفة، بهدف التدمير المتبادل المؤكد.

## الإنتاج
وفقًا لتعليق DVD، كانت "اللعبة الكُبرى" هي الحلقة الأولى من مسلسل شيرلوك التي يتم إنتاجها بعد قبول بي بي سي للمسلسل. صوِّر المسلسل بترتيب عكسي لأن المؤلف المشارك ستيفن موفات، كاتب الحلقة الأولى "دراسة في اللون الوردي"، كان مشغولاً بالمسلسل الخامس من دكتور هو.

## الروابط الخارجية
«The Great Game» على قاعدة بيانات الأفلام على الإنترنت